# Holland Norway Lines

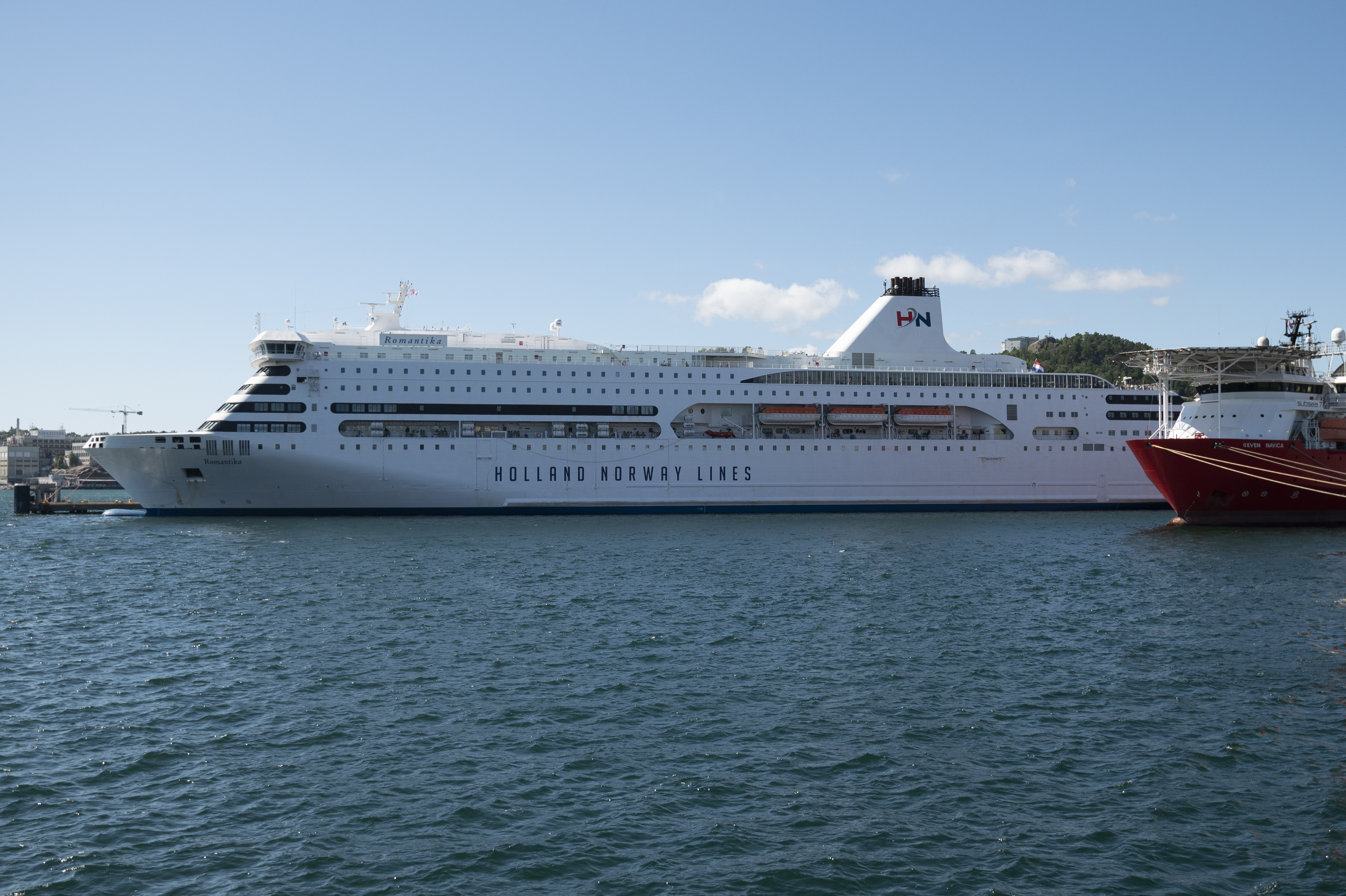
Die Romantika in Kristiansand

Die Holland Norway Lines war eine niederländische Reederei, die eine Nordsee-Fährroute zwischen Deutschland und Norwegen betrieb. Sie setzte dafür die von der estnischen Reederei Tallink gecharterte Romantika ein.
Das Unternehmen wurde 2021 gegründet. Der Fährverkehr zwischen Eemshaven in den Niederlanden und Kristiansand in Norwegen wurde im April 2022 aufgenommen. Im April 2023 wurde der Anlauf in Eemshaven aus Gründen der Hafenkapazität aufgegeben. Nachdem die Fähre vorübergehend von Cuxhaven aus nach Kristiansand verkehrte, wurde sie ab dem 1. Juni 2023 zwischen Emden und Kristiansand eingesetzt.
Am 30. August 2023 reichte das Unternehmen den Insolvenzantrag ein und stellte alle Fahrten ein. Der Chartervertrag mit Tallink über das Schiff wurde vorzeitig beendet. 2027 will ein anderes Unternehmen (Njordic Ferry Lines) täglich die Provinz Groningen mit Arendal verbinden, während norwegische Behörden eine Verbindung nach Mandal oder Lyngdal untersuchen.